# Linsang ratllat
El linsang ratllat (Prionodon linsang) és un vivèrrid present a l'oest de Malàisia, Sumatra, Borneo, Java, Tailàndia i Indonèsia. El linsang ratllat fa al voltant de 74 cm de longitud inclosa la cua. És de color groc pàl·lid i té 5 bandes fosques. Compta amb amples franges al coll i la cua es compon de diverses bandes fosques amb l'extrem fosc. El linsang ratllat té urpes retràctils i unes dents molt esmolades. És la més rara de les civetes, i de vegades se l'anomena civeta tigre. El linsang ratllat viu en selves tropicals, i passa la major part del temps als arbres. El linsang ratllat és omnívor. La seva dieta està formada per esquirols, rates, ocells i sargantanes. Se sap molt poc sobre la reproducció d'aquest linsang. Es creu que té ventrades de dues o tres cries dos cops l'any, en nius, caus o forats als arbres.